# Cratere Bawa
Bawa è un cratere lunare di 1,57 km situato nella parte sud-occidentale della faccia nascosta della Luna.